# Diocesi di Altiburo
La diocesi di Altiburo (in latino Dioecesis Altiburitana) è una sede soppressa e sede titolare della Chiesa cattolica.

## Storia
Altiburo, il cui sito archeologico si trova nei pressi del villaggio di Henchir-Medeina vicino a Abbah Quşūr in Tunisia, è un'antica sede episcopale della provincia romana dell'Africa Proconsolare, il cui primate era il vescovo di Cartagine.
Di questa antica sede africana sono noti cinque vescovi. Vittore partecipò al concilio di Cabarsussi, tenuto nel 393 dai massimianisti, setta dissidente dei donatisti, che sostenevano la candidatura di Massimiano sulla sede di Cartagine, contro quella di Primiano.
Alla conferenza di Cartagine del 411, che vide riuniti assieme i vescovi cattolici e donatisti dell'Africa, partecipò, per parte cattolica Basilio, e per parte donatista Augustale. Data la rarità del nome in Africa, è probabile che Basilio prese parte anche al concilio cartaginese del 397, dove sottoscrisse gli atti, ma senza indicazione della sede di appartenenza; e al concilio del 418.
Il nome di Vindemio figura al 44º posto nella lista dei vescovi della Proconsolare convocati a Cartagine dal re vandalo Unerico nel 484; Vindemio era già in esilio quando ricevette questa convocazione.
Costantino infine partecipò al concilio antimonotelita di Cartagine del 646.
Dal 1933 Altiburo è annoverata tra le sedi vescovili titolari della Chiesa cattolica; dal 4 luglio 2025 il vescovo titolare è Gabriel dos Santos Filho, vescovo ausiliare di San Salvador di Bahia.

## Cronotassi

### Vescovi
- Vittore † (menzionato nel 393)
- Basilio † (menzionato nel 411)
  - Augustale † (menzionato nel 411) (vescovo donatista)
- Vindemio † (menzionato nel 484)
- Costantino † (menzionato nel 646 circa)

### Vescovi titolari
- Gerald Emmett Carter † (1º dicembre 1961 - 17 febbraio 1964 nominato vescovo di London)
- Karl Borromäus Flügel † (7 settembre 1968 - 1º giugno 2004 deceduto)
- Gerald Thomas Walsh † (28 giugno 2004 - 4 maggio 2025 deceduto)
- Gabriel dos Santos Filho, dal 4 luglio 2025